# Бэлиш
Бэли́ш, бэле́ш, бали́ш (тат. бәлеш, bäleş, баш. бәлеш) — в татарской и башкирской кухне — печёный пирог из пресного теста с разнообразной начинкой.
Пироги с начинкой из крупы, картофеля, мяса подавались после супа как второе блюдо. Бэлеш — большой пирог с начинкой из мяса, овощей, фруктов и т. п.
Начинка пирога часто состоит из говядины и картофеля с репчатым луком, однако на родине блюда её делают также из баранины или птицы.
По татарско-русскому словарю реалия «бәлеш» переводится на русский язык как «балеш большой круглый пирог с начинкой».
Бэлеш бывает разной величины и отличается круглой формой. Если из этих же ингредиентов выпекается блюдо овальной или квадратной формы, то оно имеет другое название.
Начинку чаще делают из мяса, нарезанного кусочками и смешанного с картофелем или в редких случаях с пшеном или рисом, иногда в виде блюда, готовящегося в горшке с «крышкой» из пресного теста.

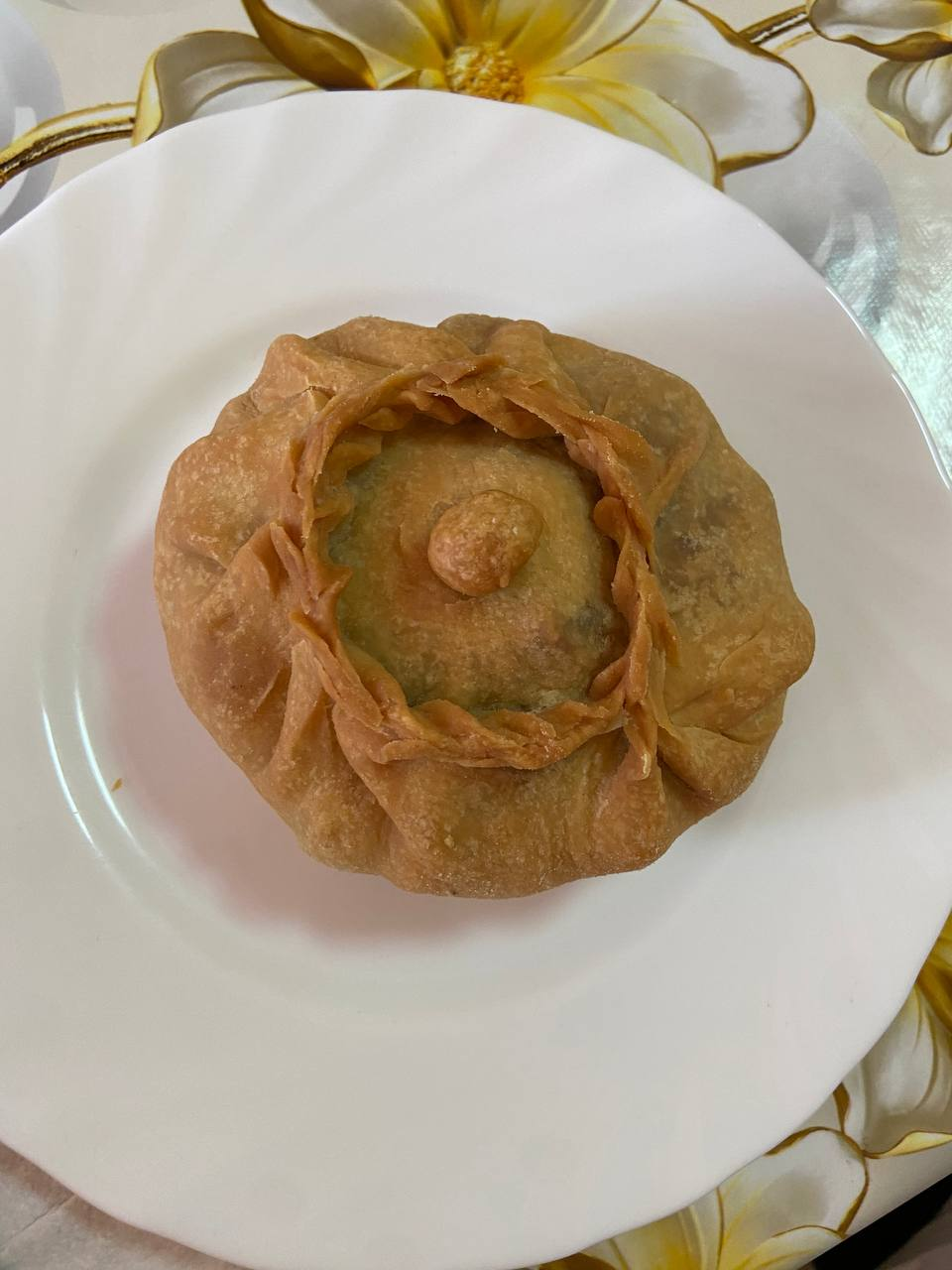

## История

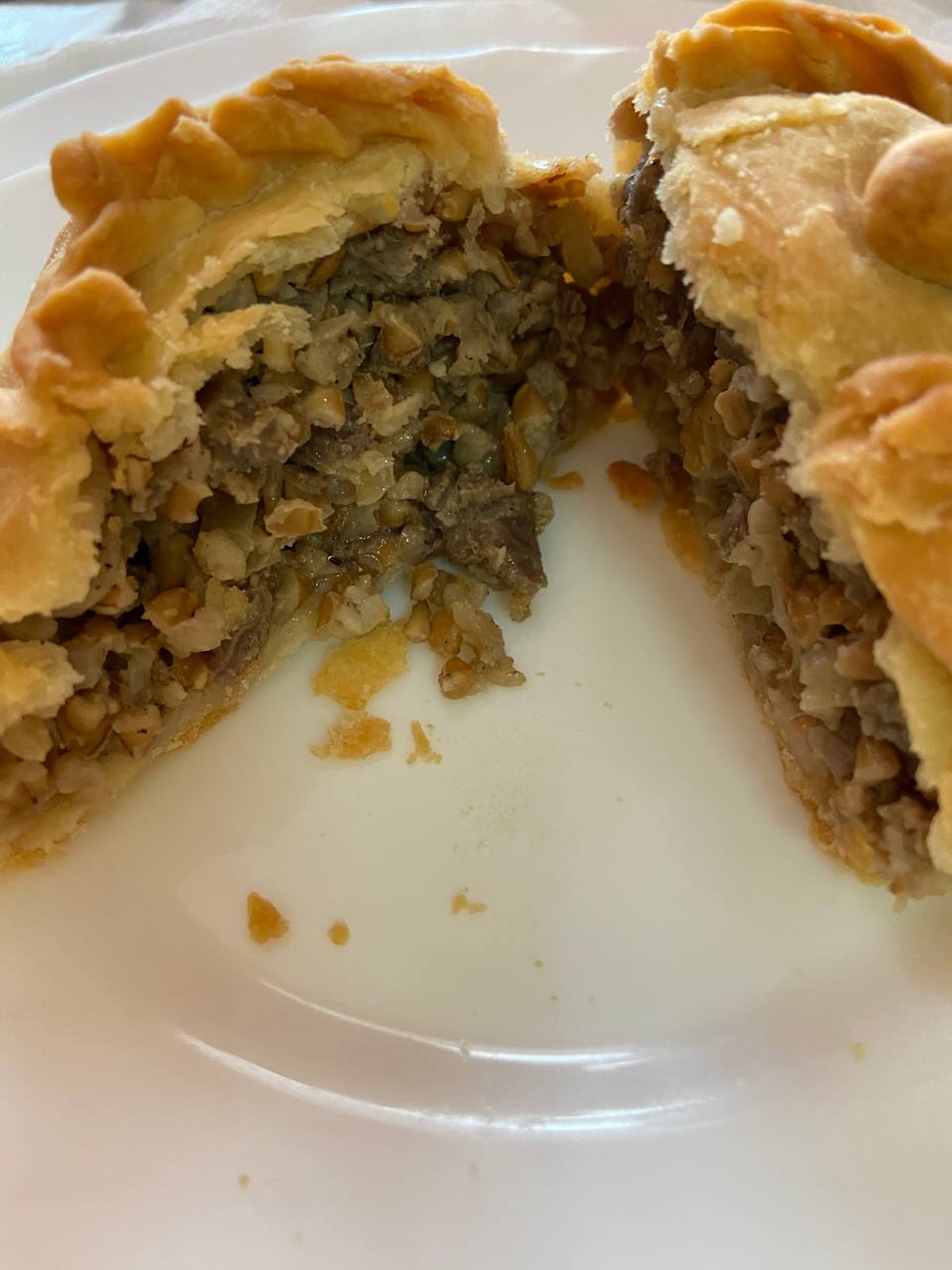
Начинка из говядины, крупы полба

Блюдо упоминается в работе К.Фукса «Обыкновенно пища у богатыхъ Казанскихъ Татаръ состоитъ въ следующемъ. <…> 2) круглый пирогъ, называемый балышъ, съ мясомъ и сарачинскимъ пшеномъ».
В полном словаре Дж. Валиди слово толкуется следующим образом:
(бэлеш / балиш) круглый пирог, начиненный крупой, мясом или каким-либо фруктом — одно из известных татарских национальных блюд.

## Технология изготовления
Тесто готовят из сметаны, кефира, соли, муки с разрыхлителем.
Для начинки татарского пирога говядину и картофель нарезаем маленькими кубиками. Лук очищаем и мелко рубим. Соединяем ингредиенты начинки, солим, перчим и перемешиваем.
В процессе выпекания зур бэлиш добавляют бульон, хотя это требуется не всегда.
В башкирской и татарской кухне распространены и разновидности бэлиша: вак-бэлиш (баш. ваҡ-бәлеш, тат. вак-бәлеш, waq-bäleş — «маленький бэлиш») — печёный круглый пирожок по форме близкий к перемячу, обычно из дрожжевого теста, и зур-бэлиш (баш. ҙур бәлеш, тат. зур бәлеш — «большой бэлиш») — бэлиш с бульоном.
Бэлиши готовятся с большим количеством начинки. Бэлиши бывают круглыми, диаметром 15—25 см, или четырёхугольные, со стороной квадрата около 20 см. Нижнюю корку их (бәлеш тобе), как и у перемечей, загибают вверх до высоты 7—10 см, постепенно сужая, но не замыкая сверху. Здесь обычно оставляют отверстие диаметром в 2—3 см. В целом бэлиш имеет форму усечённого конуса или усечённой четырёхгранной пирамиды со слегка сферическими боковыми поверхностями.
Бэлиш готовят преимущественно из пресного пшеничного теста. Начинку делают из разнообразных продуктов. Основными являются: бэлиш с кусочками жирного мяса (говядины, гусятины, мяса уток, гусиных потрохов), смешанных с полусырым пшеном, рисом или с нарезанным кусочками сырым картофелем. Всё это сдабривается луком и перцем. Этой начинкой, тщательно перемешанной, заполняют всё внутреннее пространство бэлиша доверху, после чего закрывают указанное отверстие пробкой из теста. Ввиду того, что круглый бэлиш напоминает верхнюю часть кибитки, отверстие на его вершине называют тенлек (дымовое отверстие в юрте). Бэлиш пекут на сковороде в печи довольно продолжительное время. Когда нижняя корка поджаривается, внутрь бэлиша для сочности наливают мясной бульон. Поэтому подобный тип этой выпечки иногда называют шурпалы бэлиш (баш. Һурпалы бәлеш — «бэлиш с бульоном»).

## Виды
Блюда с несладкой начинкой:

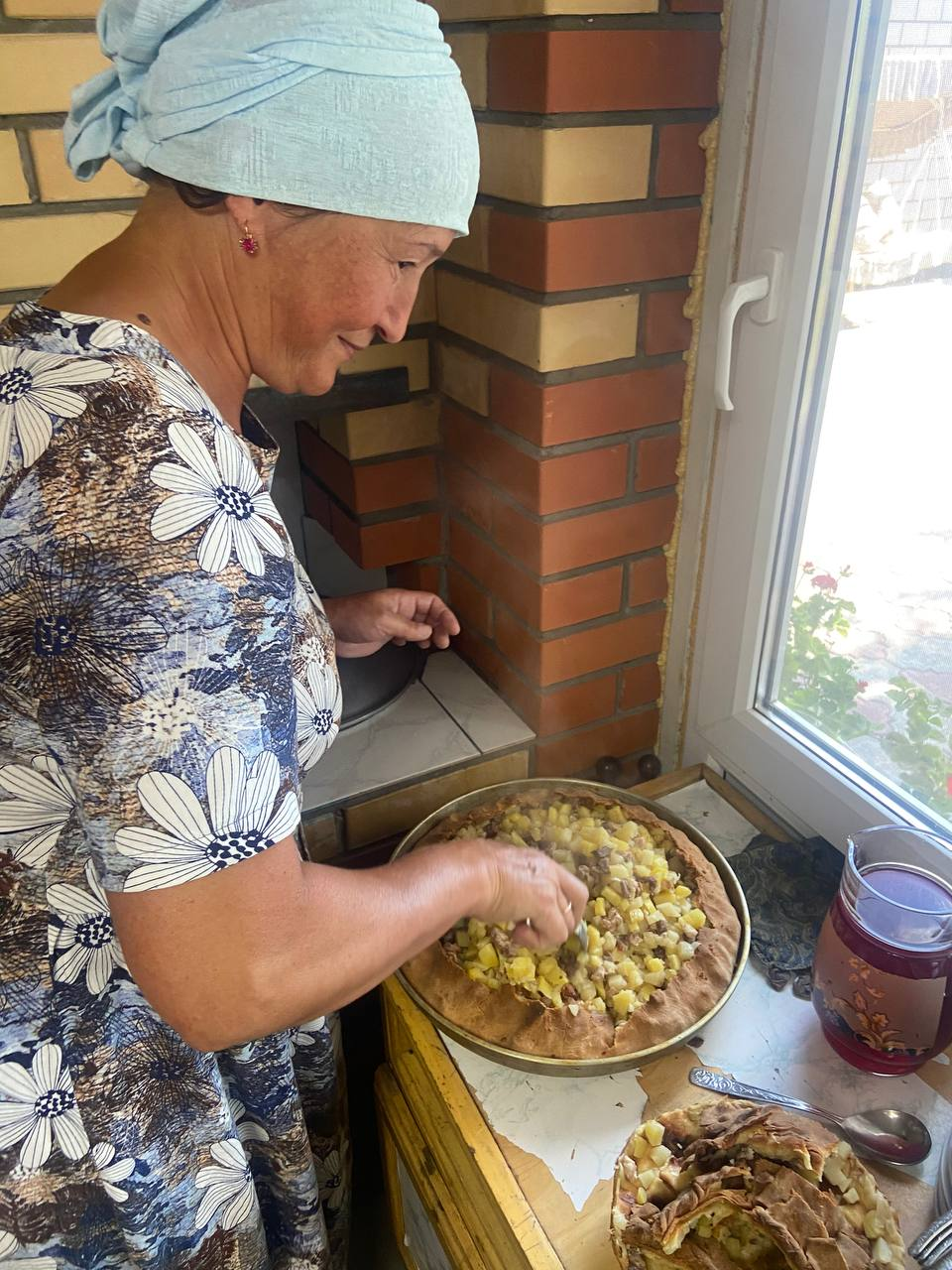
Приготовление бэлеша в селе Вахитово

- бэлеш (национальное кушанье с начинкой из картошки, лука и разного вида мяса),

- вак бэлеш (маленькие круглые печеные пирожки с фаршем и рисом).

Закрытые пироги с фруктовой начинкой:
- с яблоками (алма бэлеше),

- с калиной (балан бэлеше),

- с черносливом (кара жимеш бэлеше).

В разных района Татарстана мы можем встретить маленькие белэши (вак бэлеш), рисовый балиш, полбяной балиш, балиш из мяса, балиш из курицы, балиш с бульоном, яблочный балиш (в некоторых местах его называют яблочным лавашом), балиш из субпродуктов (башаяк бэлеше), балиш из калины, балиш из тыквы.

## Подача
Бэлэш делается с расчетом на среднее застолье и в деревнях подается как второе блюдо (на первое — блюдо с бульоном — аш (суп), пилмэн или ейрэ). А в некоторых местах балиш подают третьим блюдом после мяса. Но у более зажиточных и в городах белэш — третье блюдо (первое — плов, второе — суп с бульоном).
В начале XX века у поданного горячим беляша сначала вырезают верхушку и поливают маслом (в некоторых местах на стол подают уже в готовом виде), затем разрезают края и раздают, потом ложкой едят начинку, в последнюю очередь вырезают и едят дно белэша.
В последнее время в городах вошло в традицию подавать беляш порционно. Пироги из яблок и калины подают к чаю и едят их холодными.

## Интересные факты
В июня 2022 года в Балтасях испекли самый большой бэлеш в России. Специально для его приготовления изготовили 65-килограммовую сковороду и построили печь. Тесто приготовили по фирменному рецепту, который не раскрывается. На начинку ушло 20 килограммов говядины, 15 килограммов полбы (вид пшеницы), 5 килограммов лука и больше 10 килограммов теста. Вес бэлеша составил 72 килограмма вместо 50. Угощение посвятили Дню молодёжи.